# Club Hípico de Concepción
El Club Hípico de Concepción es un hipódromo que está ubicado en la comuna de Hualpén, Gran Concepción, en la Región del Biobío. Es considerado como la cuna de grandes jinetes, ya que gran parte de la historia hípica nacional está protagonizada por jockeys que nacieron profesionalmente en este reducto. Forma parte de la Red Teletrak al igual que el Club Hípico de Santiago, Hipódromo Chile y el Valparaíso Sporting.
En el Club Hípico de Concepción se disputan las competencias todos los martes y 18 jueves al año. Esto irá variando según el programa de temporada de la Red Teletrak.
La carrera más importante de éste recinto, es el Clásico Club Hípico de Concepción, que pone fin a la Cuádruple Corona del Biobío.

## Historia
El origen del Club Hípico de Concepción se remonta a 1918, cuando un grupo de propietarios de caballos de carreras locales se juntaron con idea de formar un hipódromo que albergara la hípica en la ciudad, y dieron vida a una sociedad anónima (Club Hípico de Concepción S.A.) que impulsaría la construcción de un recinto hípico.
El primer recinto que albergó al Club Hípico, fue un terreno denominado La Pampa ubicado en el sector Barrio Norte de la comuna de Concepción, sin embargo el reducido tamaño del complejo no era suficiente para responder al creciente interés que despertaba la actividad, por lo cual se decidió buscar un nuevo emplazamiento. El lugar definitivo para tales efectos se encontraba en un sector conocido como Mediocamino en uno de los extremos del antiguo fundo Hualpén, una zona ubicada a medio camino entre Concepción y el Puerto de Talcahuano.
Se inauguró en 1920, en un área de 44,4 hectáreas, con tres pistas elípticas, una tribuna para recibir público, otra para accionistas y un recinto especial para propietarios, además de una cafetería, una sala de transmisiones y boleterías. La pista oficial, de arena, se diseñó con una extensión de 1820 metros de longitud y un ancho de 22 metros.
El 5 de abril de 1987, durante su visita al país, el Papa Juan Pablo II ofreció una eucaristía dirigida al mundo del trabajo en las instalaciones del Club Hípico de Concepción, congregando en el recinto a miles de fieles.
Tres años más tarde, el 28 de abril de 1990, cuando se preparaba para celebrar su aniversario número 70, un incendio destruyó completamente sus instalaciones, construidas en gran parte en madera, obligando al cierre del recinto. Las pérdidas fueron avaluadas en 85 957 UF. Dos años y medio tardó el Club Hípico en recuperarse, y en octubre de 1992 el presidente del Directorio, Octavio Ríos Espinoza, inauguró oficialmente las nuevas instalaciones de 2500 metros cuadrados, con capacidad para 5000 espectadores, y una inversión de 98 450 UF.

## Expansión comercial
El mismo año de su reapertura al público, la administración del Club firmó el convenio Sportrak con el Valparaíso Sporting, que significaría la recepción en directo de las carreras del Sporting y la transmisión de la actividad hípica de Concepción a la V Región de Valparaíso, con la posibilidad de realizar apuestas simultáneas en ambos lugares.
Un año después, en 1993, el Club Hípico firma el convenio Teletrak con los hipódromos de Santiago (Club Hípico de Santiago e Hipódromo Chile), lo cual permitió que las carreras de Mediocamino fueran vistas en más de 100 puntos distintos a lo largo de todo de país, incrementando considerablemente el volumen de apuestas. Este acuerdo comercial obligó al Club a realizar una serie de inversiones, como la iluminación de la pista principal con 261 luminarias emplazdas en 65 postes, para poder realizar carreras nocturnas y de este modo extender las reuniones hípicas, la cual se concretó en 1994.
En 1999 se renovó el contrato con Teletrak por espacio de 15 años, adquiriendo al año siguiente un Photofinish a color, el que permite determinar las llegadas con alta resolución. Además, Teletrak firmó un contrato con una compañía de Televisión por cable para la transmisión de las carreras de caballos, lo cual amplió su cobertura a cientos de miles de hogares en todo el país.
Finalmente, en el año 2005, todas las redes hípicas existentes en Chile se unieron, formando parte de la Red Teletrak, con lo cual se unió los sistemas de apuestas de los 5 Hipódromos profesionales del país, incluyendo al Valparaíso Sporting Club y al desaparecido Club Hípico de Antofagasta.
Un objeto de criticas para el Hipódromo eran la calidad de sus transmisiones, teniendo en cuenta que todos los hipódromos desde 2013 ya habían comenzado la transición de sus imágenes y graficas hacia la Alta definición, excepto Concepción. No sería hasta mitad de 2018, que finalmente Mediocamino, con el apoyo de los hipódromos centrales iniciaria sus transmisiones en HD, mejorando asi su calidad de imágenes, repeticiones y graficas.

## Suspensión de carreras por COVID-19
En la segunda mitad de marzo de 2020, debido a la pandemia de COVID-19 en Chile, la administración del recinto decidió suspender las jornadas de carreras hasta nuevo aviso, la cual fue inmediatamente aceptada por el Consejo Superior de la Hípica Nacional.
Posteriormente las carreras fueron retomadas el 2 de junio, con restricción total para acceder como público, y además se optó por mantener únicamente las apuestas virtuales. Tras las medidas sanitarias regidas en las regiones de Valparaiso y Metropolitana, el Club Hípico de Concepción fue, entre junio a principios de agosto de 2020, el único recinto hípico que siguió funcionando, incluso llegó a ocupar los sábados para así realizar su jornada de carreras.

## Tipos de carreras
Las carreras en este hipódromo se realizan entre los 900 y 2000 metros. Del mismo modo existen competencias categorizadas como Handicap (según el índice de los ejemplares) y Condicionales (según el sexo, edad y otras características).
La tabla de Handicap se divide de la siguiente manera:
| Serie          | Distancias (Metros)                     | Características                                                    |
| -------------- | --------------------------------------- | ------------------------------------------------------------------ |
| Índice 1C      | 900                                     | Caballos no ganadores en un lapso mayor de 150 días con índice - 3 |
| Índice 1B      | 1000 - 1100 - 1300 - 1400               | Índice menor a -1 hasta -3                                         |
| Índice 1       | 1000 - 1100 - 1300 - 1400               |                                                                    |
| Índice 9 al 2  | 1000 - 1100 - 1300 - 1400 - 1500        | Puede ir variando según los inscritos                              |
| 24 - 10        | 1000 - 1100 - 1300 - 1400               | Puede ir variando según los inscritos                              |
| 25 Superior    | 1000 - 1100 - 1300                      | Se considera como carreras de Primera Serie                        |
| 55 Inferiores  | 1000 - 1100 - 1300 - 1400 - 1500 - 1600 | Se considera como carreras de Primera Serie                        |
| Handicap Libre | 1000 - 1100 - 1300 - 1400 - 1500 - 1600 | Se considera como carreras de Primera Serie                        |

La tabla de Carreras Condicionales se divide en:
| Serie                   | Distancias (metros)                     | Características                                                |
| ----------------------- | --------------------------------------- | -------------------------------------------------------------- |
| 2 años perdedores       | 1000                                    | Caballos que nunca hayan ganado en ninguna pista del país      |
| 2 años ganadores        | 1000 - 1100                             | Caballos que han ganado dentro de los recintos hípicos         |
| 3 años perdedores       | 1000 - 1100 - 1300                      | Caballos que nunca hayan ganado dentro de los recintos hípicos |
| 3 años ganadores        | 1000 - 1100 - 1300 - 1400               | Caballos que han ganado dentro de los recintos hípicos         |
| 4 años y más perdedores | 1000 - 1100 - 1300 - 1400               | Caballos que nunca han ganado dentro de los recintos hípicos   |
| 4 años ganadores        | 1000 - 1100 - 1300 - 1400               | Caballos que han ganado dentro de los recintos hípicos         |
| Clásico Condicional     | 1000 - 1100 - 1300 - 1400 - 1600 - 2000 | Caballos ganadores del proceso generacional (3 años de edad)   |

## Carreras
En el Club Hípico de Concepción se disputan las competencias todos los martes y 18 jueves al año, los cuales son en algunas ocasiones jueves por medio, puesto que la mayoría de estos días se disputan jornadas de carreras en el Hipódromo Chile, salvo el Jueves Santo, donde por tradición y respeto religioso el tradicional programa de carreras del Club Hípico de Santiago de los días viernes se traslada a dicho jueves.
Entre las principales carreras que se disputan en el Club Hípico de Concepción, destacan las siguientes:

### Cuádruple Corona del Biobío
- "Clásico Club Hípico de Concepción": 2.000 Metros: Clásico Condicional e institucional. Para machos y hembras de tres años. (Debido al retraso en el proceso generacional 2024 en el hipódromo penquista, este clásico se disputará el martes 25 de febrero de 2025)
- "Clasico Sociedad Hipódromo Chile": 1.600 Metros: Condicional. Para machos y hembras de tres años.
- "Clasico Club Hípico de Santiago": 1.400 Metros: Condicional. Para machos y hembras de tres años.
- "Clasico Valparaíso Sporting Club": 1.300 Metros: Condicional. Para machos y hembras de tres años.

#### Otros Clásicos
- "Octavio Rios Espinoza": 1.500 Metros: Condicional. Para machos y hembras de tres años.
- "Primer Paso": 1.000 Metros: Machos y hembras de dos años debutantes.
- "Promesa de Potrillos Raúl Rios Espinoza": 1.300 Metros: Condicional. Para machos de tres años.
- "Promesa de Potrancas Jorge Porter Álvarez": 1.300 Metros: Condicional. Para hembras de tres años.
- "Luis Hinrichs Olivares": 1.400 Metros: Condicional. Para machos y hembras de tres años.
- "Alberto Solari Magnasco": 1.500 Metros: Condicional. Para hembras de tres años.

## Locutores y relatores
Locutores:
- Eleazar Labrín (locutor oficial)

Relatores:
- Enrique "Kike" Venegas U. (relator oficial)
- Emanuel Aguilar M. (sólo efectúa relatos ocasionalmente)

Noteros:
- Mario Valdés N. (notero desde la troya)